# Miguel Hidalgo (västra Ocosingo kommun)
Miguel Hidalgo är en ort i Mexiko.   Den ligger i kommunen Ocosingo och delstaten Chiapas, i den sydöstra delen av landet, 800 km öster om huvudstaden Mexico City. Miguel Hidalgo ligger 539 meter över havet och antalet invånare är 174.
Terrängen runt Miguel Hidalgo är varierad. Miguel Hidalgo ligger nere i en dal. Runt Miguel Hidalgo är det glesbefolkat, med 16 invånare per kvadratkilometer. Närmaste större samhälle är Las Tazas, 12,1 km sydost om Miguel Hidalgo. I omgivningarna runt Miguel Hidalgo växer i huvudsak städsegrön lövskog.